# O Capital (filme)
Le Capital (bra/prt: O Capital) é um filme francês de 2012, dos géneros drama e suspense, realizado por Costa-Gavras, com argumento dele, Karim Boukercha e Jean-Claude Grumberg baseado no romance Le Capital, de Stéphane Osmont.
O filme estreou na França em 14 de novembro de 2012 e nos cinemas portugueses em 1 de maio de 2013. No Brasil o filme foi lançado em 4 de outubro de 2013.

## Sinopse
Um dirigente de banco sem escrúpulos, Marc Tourneuil, encontra-se confrontado com a ofensiva de um fundo de cobertura americano.

## Elenco
- Gad Elmaleh ...... Marc Tourneuil
- Gabriel Byrne ...... Dittmar Rigule
- Bernard Le Coq ...... Antoine de Suze
- Natacha Régnier ...... Diane Tourneuil
- Hippolyte Girardot ...... Raphaël Sieg
- Céline Sallette ...... Maud Baron
- Yann Sundberg ...... Boris Breton
- Olga Grumberg ...... Claude Marmande
- Liya Kebede ...... Nassim
- Eric Naggar ...... o secretário do presidente
- Vincent Nemeth ...... Alain Faure
- Daniel Mesguich ...... Jack Marmande
- Aline Stinus ...... a irmã de de Marc
- Philippe Duclos ...... o ex-polícia
- Bonnafet Tarbouriech ...... Maître Tombière
- Daniel Martin ...... o pai de Marc
- Claire Nadeau ...... a mãe de Marc
- Jean-Marie Frin ...... o tio de Marc